# Трафинело (Кротоне)
Трафинело је насеље у Италији у округу Кротоне, региону Калабрија.
Према процени из 2011. у насељу је живело 37 становника. Насеље се налази на надморској висини од 27 м.